# Torre Madrid Nuevo Norte 1
La Torre Madrid Nuevo Norte 1, o simplemente Torre Madrid Norte, es un futuro edificio de uso de oficinas que se construirá en Madrid, España, que tendrá una altura de entre 300 y 330 metros, y 70 plantas. El rascacielos está dentro del proyecto Crea Madrid Nuevo Norte (Crea MNN). El coste rondaría los 500 millones de €.
Si no hay nuevos proyectos que se ejecuten antes, Torre Madrid Nuevo Norte 1 será el edificio más alto de España, de la Unión Europea, y de Europa sin contar Rusia, si supera los 310 metros de altura, que es la altura del rascacielos Varso Tower.

## Línea temporal para la ejecución de las obras
- El proyecto Madrid Nuevo Norte comenzará sus primeras edificaciones en el ámbito de "Las Tablas Oeste", uno de los cuatro ámbitos en que se divide Madrid Nuevo Norte, y ya han comenzado las tramitaciones del proyecto de urbanización, pero las primeras edificaciones no serán hasta 2027.
- La Torre Madrid Nuevo Norte 1, como otros siete edificios de más de 30 plantas,[5] estarán dentro del ámbito de construcción "Centro de Negocios-Chamartín", y se presentarán a lo largo del 2025 las iniciativas de ejecución para comenzar las tramitaciones del proyecto de urbanización, así como las bases y estatutos de la futura Juntas de Compensación.[6]
- Antes de empezar las obras de los rascacielos en el centro de negocios, se llevará a cabo el soterramiento del paseo de la Castellana entre la calle Sinesio Delgado y nudo norte de la M-30, y sobre ella la construcción de un gran parque de 70.000 metros cuadrados, que comenzarán antes del verano de 2025 hasta la primavera de 2027.[7]
- Se sacará a concurso y será un estudio de arquitectura el que proponga el diseño del edificio. No hay fechas todavía para este concurso.[4]
- Los rascacielos, y por tanto Torre Madrid Nuevo Norte 1, podrían empezar a construirse en el centro de negocios, en los primeros meses de 2028.[8][9]
- Las obras del rascacielos finalizarían en 2032, aunque también se baraja una visión más optimista de finalizar en 2030.[4]

## Ubicación
Torre Madrid Nuevo Norte 1 estará en la	calle Faustino López, al norte del paseo de la Castellana y próximo a otros siete futuros edificios de más de 100 metros, dentro del ámbito de negocios de Madrid Nuevo Norte, entre los que estarán Torre Madrid Nuevo Norte 2 y 3 con más de 200 metros. También estará situado próximo a los ya existentes rascacielos de Madrid Cuatro Torres Business Area, edificio Caleido, y de los tres edificios que se construirán en la estación de Chamartín, de 110, 160 y 220 metros. Por tanto estará próximo a otros 15 edificios de más de 100 metros, y 7 de más de 200 metros. También estará próximo al "parque Castellana" ya mencionado, y de la nueva estación de metro "Centro de Negocios", dentro de una nueva línea con tres estaciones.